# Teatro João Caetano (Niterói)
El Teatro João Caetano, más conocido como Teatro Municipal de Niterói, es un edificio neoclásico situado en el centro de Niterói, Brasil. Fue construido el siglo XIX y ha sufrido múltiples reformas y mejoras. En 1990 fue registrado por el Instituto Provincial del Patrimonio Cultural. En 1995 fue reinaugurado. Oficialmente se llama Teatro Municipal João Caetano en honor al dramaturgo João Caetano.

## Historia
El lugar es un hito del teatro brasileño. Desde 1827, funcionaba allí una pequeña casa de espectáculos administrada por la Sociedad Filodramática de la Playa Grande. En 1842, este fue adquirido por João Caetano, que lo reformó y transformó en Teatro Santa Tereza, en homenaje a la futura emperatriz Teresa Cristina de Bourbon-Dos Sicílias. Caetano explotó el teatro hasta su muerte en 1863. En su homenaje, en 1900, la Cámara Municipal de Niterói le puso Teatro Municipal João Caetano.
Las pinturas interiores son de Thomas Driendl. Constituyen un grande complejo artístico al lado del actual pano de boca creado para el restablecimiento por el paisajista y artista Roberto Burle Marx. Ha sido fue escenario de diversas novelas y telenovelas como La favorita, Dalva y Herivelto: una Canción de Amor y Los Maias. Entre los artistas que se han presentado se encuentran Beth Carvalho, Fagner, Gilberto Gil, Luiza Possi, Zélia Duncan y Tim Maia. 
Fue restaurado entre 1992 y 1995.

### Salón Noble
El Salón Noble del 3º piso es un espacio para 120 personas, con una programación gratuita de charlas, recitales y conciertos de cámara. Tres pantallas de Thomas Driendl componen el techo del salón, con paredes decoradas con espejos y la técnica de pochoir.